# Mercedes-Benz T80
La Mercedes-Benz T80 è un prototipo di autovettura progettata negli anni trenta dalla Mercedes-Benz per battere il record mondiale di velocità su terra.

## Origini
Il progetto prese vita nel 1937, e ciò per volere di Adolf Hitler in persona che voleva dimostrare la supremazia della Germania sotto ogni punto di vista, anche quello automobilistico.
L'intento era quello di produrre un'auto non tanto potente, quanto veloce, infatti all'epoca la maggior parte delle case automobilistiche investivano ingenti somme, per realizzare prototipi che fossero in grado di battere il record mondiale di velocità su terra.
Questa impresa non era molto difficile, perché già le case si sfidavano nei Grand Prix (che poi diventeranno le gare di Formula 1), con monoposto che avevano potenze nell'ordine dei 400/600 cavalli ed erano capaci di raggiungere 320/330 km/h e in alcuni casi sfioravano, se non superavano i 400 km/h (vedi auto quali l'Auto Union Type C, la Mercedes-Benz W125 o l'Alfa Romeo tipo 512 Gran Premio).
Tuttavia il record veniva battuto di frequente, e scegliere il telaio, il motore e l'impostazione meccanica dell'auto era complesso, in quanto andava rivisto ogni volta che il record veniva battuto.
Allora Hitler scelse di puntare sulla Mercedes, che all'epoca spopolava nelle competizioni e sembrava imbattibile, la quale inoltre era anche un marchio prestigioso, oltre che di casa, e sarebbe stata perfetta per rappresentare la Germania.
Come pilota venne scelto Hans Stuck, anche lui rigorosamente tedesco, e vantava ottime prestazioni alla guida dell'Auto Union.
Inoltre lo stesso Stuck si dimostrò molto fedele al regime nazista, in quanto si impegnò pienamente collaborando con i progettisti per rendere veloce il mezzo, e ciò perché teneva molto a dimostrare l'inaudita forza tedesca.
Grazie alle finanze messe a disposizione da Hitler, alla preziosa consulenza di Stuck e un direttore tecnico del calibro di Ferdinand Porsche (padre della casa automobilistica di Stoccarda, la Porsche appunto), la Mercedes realizzò un'auto eccezionale, non solo per la potenza ma anche per le dimensioni del motore, il raffinato studio aerodinamico e la particolarità della meccanica di questo veicolo.

## Tecnologia
Appena raggiunti gli accordi, Porsche iniziò subito a lavorare sul mezzo, e nel primo progetto che presentò venne stimata una velocità massima di 550 km/h.
Un dato decisamente ragguardevole, ma che venne giudicato troppo poco ambizioso in quanto la concorrenza lo avrebbe battuto in poco tempo.
Infatti tra il 1938 e il 1939, gli inglesi ottennero il record con 600 km/h.
A questo punto l'Ing. Porsche rivoluziona notevolmente i piani, spostando decisamente più avanti i limiti del progetto.
Sceglie di equipaggiare la vettura con un motore V12 sovralimentato con un compressore centrifugo, di derivazione aeronautica, ossia il Daimler-Benz DB 603, che veniva montato su diversi caccia della Luftwaffe, tra i quali l'originale Dornier Do 335 Pfeil.
La caratteristica principale di questo propulsore era quella di avere un'architettura particolare, poiché l'albero a gomiti era rivolto verso l'alto e la testata verso il basso (cioè al contrario di quello che è di norma), inoltre aveva una cilindrata spropositata, di 44500 centimetri cubi.
Per questo motivo erogava una potenza enorme, equivalente a 3000 cavalli.
Inoltre il motore non era alimentato con comune benzina, ma con una miscela dall'elevato potere calorifico, composta principalmente da metanolo, benzene ed etanolo.
La gigantesca unità motrice venne montata in posizione posteriore centrale, su un telaio a traliccio tubolare d'acciaio, il quale era estremamente resistente, oltre che pesante.
Infatti l'auto era lunga 8 metri e pesava circa 3 tonnellate, e questo grazie ad una carrozzeria realizzata in lega leggera, altrimenti il peso sarebbe lievitato ulteriormente.
Anche la carrozzeria (come il resto dell'auto), era molto interessante, infatti era studiata per ridurre al minimo la resistenza all'avanzamento, e si presentava molto avvolgente, al punto tale che le ruote non erano a vista.
Inoltre vi erano due vistose ali (una per lato) che avevano il compito di stabilizzare la macchina e conferirle una buona direzionalità, soprattutto alle velocità più alte.
Nello studio aerodinamico Porsche venne affiancato da un altro tecnico d'eccezione, Josef Mikcl, e riuscirono ad ottenere un eccellente cx pari a 0,18.
Terminato il progetto, gli ingegneri calcolarono che la vettura a 6 ruote (2 anteriori, 4 posteriori, tutte motrici), era in grado di raggiungere i 750 km/h.

## Prova su strada
Nel gennaio del 1940 si decise di verificare le potenzialità del mezzo, che venne portato sulla Dessau Autobahn.
Su questa strada era presente un rettilineo, la cui lunghezza era circa 10 chilometri e la larghezza più o meno 25 metri.
La T80 venne verniciata di nero, e sul muso viene dipinta una svastica; infatti, con le prestazioni della macchina, si voleva simbolicamente dimostrare la forza del regime.
Tuttavia la seconda guerra mondiale era già iniziata, e non vi erano le condizioni di sicurezza per poter provare a battere il record.
A questo punto si cercò di salvare il mezzo in modo tale che non venisse distrutto con la guerra.
Il motore venne smontato dal telaio e portato in un luogo sicuro in Carinzia.
L'intento era quello di testare la macchina in un secondo momento, probabilmente dopo la guerra, ma ciò non accadde mai.
Infatti, sembrava che tutti si fossero dimenticati della T80, e quasi che con la fine del conflitto fosse finita anche la volontà di tentare l'impresa.
Infine, nel 1964, venne stabilito un nuovo record di velocità, pari a 875 km/h.
Probabilmente, questo fatto fece sì che il progetto della Mercedes venisse abbandonato definitivamente visto che la vettura prodotta a Stoccarda, era capace al massimo di raggiungere i 750 km/h e non sarebbe stata in grado di vincere.
Tuttavia quest'ultimo record venne ottenuto utilizzando il motore di un aviogetto, e da allora venne utilizzata sempre questa tecnica.
Questo significa che probabilmente la T80 era ed è ancora la vettura con motore endotermico alternativo più veloce del mondo, ma ciò potrebbe essere dimostrato solo da una prova pratica.

## Pilota
- Hans Stuck -  Germania

## Scheda tecnica Mercedes T80
Motore
- 12 cilindri a V invertita di 60°
- cilindrata 44500 cc
- iniezione diretta
- sovralimentato con un compressore centrifugo
- posizione posteriore centrale longitudinale
- potenza massima 3000 CV a 3200 giri/minuto

Telaio
- traliccio tubolare in acciaio
- carrozzeria in lega leggera d'alluminio

Trasmissione
- trazione posteriore

Dimensioni e peso
- lunghezza 8240 mm
- larghezza 3200 mm
- altezza 1740 mm
- peso 2896 kg

Prestazioni
- cx 0,18
- velocità massima 750 km/h (stimata)